# Notocrinus mortenseni
Notocrinus mortenseni is een haarster uit de familie Notocrinidae.
De wetenschappelijke naam van de soort werd in 1938 gepubliceerd door David Dilwyn John.